# Centuri (computerspelmaker)
Centuri uit Hialeah, Florida was een van de top zes aanbieders van arcadespellen in de Verenigde Staten. Veel van de machines die Centuri in de Verenigde Staten uitbracht werden gemaakt met licenties van buitenlandse bedrijven; voornamelijk Konami.
Centuri werd opgericht toen de president van Taito in de Verenigde Staten, Ed Miller, en zijn partner Bill Olliges in 1980 een bedrijf genaamd Allied Leisure, Inc. kochten en het hernoemden naar "Centuri". Centuri stopte in januari 1985 met het produceren van arcadespellen.

## Lijst van spellen
Allied Leisure en Centuri publiceerden de volgende spellen in de Verenigde Staten:
Spellen onder de naam Allied Leisure (1969-1979):
- Monkey Bizz (1969)
- Unscramble (1969)
- Wild Cycle (1970)
- Sea Hunt (1972)
- Spooksville (1972)
- Crack Shot (1972)
- Paddle Battle (1973)
- Tennis Tourney (1973)
- Chopper (1974)
- Super Shifter (1974)
- F-114 (1975)
- Fire Power (1975)
- Dyn O' Mite (1975; flipperkast)
- Bomac (1976)
- Chase (1976)
- Daytona 500 (1976)
- Battle Station (1977)
- Take Five (1978; cocktail flipperkast)
- Battlestar (1979)
- Lunar Invasion (1979)
- Space Bug (1979)
- Clay Champ (1979; onder licentie van Namco)
- Star Shooter (1979; cocktail flipperkast)
- Clay Shoot (1979; videoversie van Clay Champ)

Spellen onder de naam Centuri (1980-1984):
- Rip-Off (1980; in kleur, cocktailversie onder licentie van Cinematronics)
- Targ (1980; cocktailversie onder licentie van Exidy)
- Eagle (1980; ontwikkeld door Nichibutsu als Moon Cresta)
- Killer Comet (1980; eigen productie; licentie verleend aan Game Plan)
- Megatack (1980; eigen productie; licentie verleend aan Game Plan)
- Phoenix (1980; ontwikkeld door een onbekende "kleine Japanse ontwikkelaar" volgens voormalig Centuri-medewerker Joel Hochberg); licentie verleend door: Amstar Electronics
- Route 16 (1981; ontwikkeld door Sun Electronics); licentie van: Tehkan
- Pleiads (1981; ontwikkeld door Tehkan)
- Round Up (1981; ontwikkeld door Amenip); licentie van: Hiraoka & Co.
- The Pit (1981; ontwikkeld door AW Electronics); licentie van: Zilec
- Vanguard (1981; ontwikkeld door TOSE); licentie van: SNK
- Challenger (1981; eigen productie)
- D-Day (1982; ontwikkeld door Olympia)
- Loco-Motion (1982; ontwikkeld door Konami)
- Swimmer (1982; ontwikkeld door Tehkan)
- Time Pilot (1982; ontwikkeld door Konami)
- Tunnel Hunt (1982; ontwikkeld door Atari)
- Aztarac (1983; eigen productie)
- Gyruss (1983; ontwikkeld door Konami)
- Track & Field (1983; ontwikkeld door Konami)
- Munch Mobile (1983; ontwikkeld door SNK)
- Circus Charlie (1984; ontwikkeld door Konami)
- Hyper Sports (1984; ontwikkeld door Konami)
- Mikie: High School Graffiti (1984; ontwikkeld door Konami)
- Badlands (1984; ontwikkeld door Konami)